# Municipio de Colfax (condado de Grundy)
El municipio de Colfax (en inglés: Colfax Township) es un municipio ubicado en el condado de Grundy en el estado estadounidense de Iowa. En el año 2010 tenía una población de 595 habitantes y una densidad poblacional de 6,4 personas por km².

## Geografía
El municipio de Colfax se encuentra ubicado en las coordenadas 42°25′56″N 92°50′9″O / 42.43222, -92.83583. Según la Oficina del Censo de los Estados Unidos, el municipio tiene una superficie total de 92.99 km², de la cual 92,98 km² corresponden a tierra firme y (0,01 %) 0,01 km² es agua.

## Demografía
Según el censo de 2010, había 595 personas residiendo en el municipio de Colfax. La densidad de población era de 6,4 hab./km². De los 595 habitantes, el municipio de Colfax estaba compuesto por el 99,66 % blancos, el 0,17 % eran asiáticos y el 0,17 % eran de una mezcla de razas. Del total de la población el 0,17 % eran hispanos o latinos de cualquier raza.